# 无距兰属
无距兰属（学名：Aceratorchlis）是兰科下的一个属，为陆生兰。该属仅有无距兰（Aceratorchlis tschillensis）一种，分布于中国河北、青海、四川和云南。